# Johannes Ganssog
Johannes Ganssog, född omkring 1560, död okänt år, var en tysk skulptör, härstammande från Frankfurt an der Oder och verksam i Danmark vid 1500-talets slut.
Johannes Ganssog är känd genom byggnadsräkningar från Kronborg men framför allt genom predikstolen i Lunds domkyrka, som han signerat 1592. Den är ett av de främsta konstverken av sitt slag i Norden, utförd i ren renässans och i flera sorters sten samt med målning och förgyllning, särskilt märkliga är alabasterrelieferna på korgens sidor, med livfull klar komposition.